# Acclamatio
En la Antigua Roma, la acclamatio era el signo de aprobación, mediante aplausos, que era considerado como un buen augurio y que se daba por sus acciones a los generales, como paso previo a la concesión del triunfo. En época imperial tomaron forma de decretos senatoriales que adulaban las acciones del príncipe.